# Delta-Pronatura-Gruppe

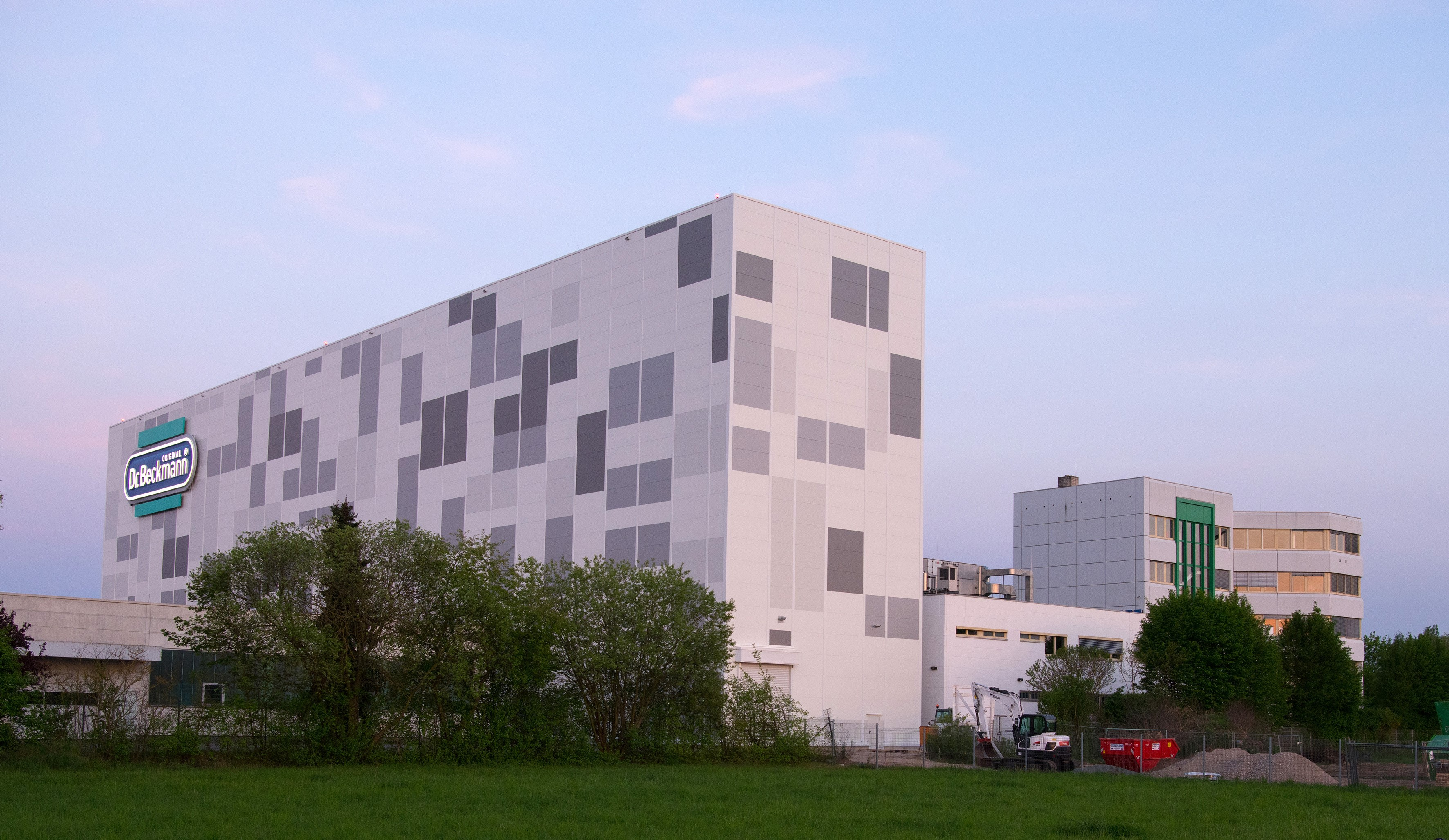
Firmensitz Egelsbach

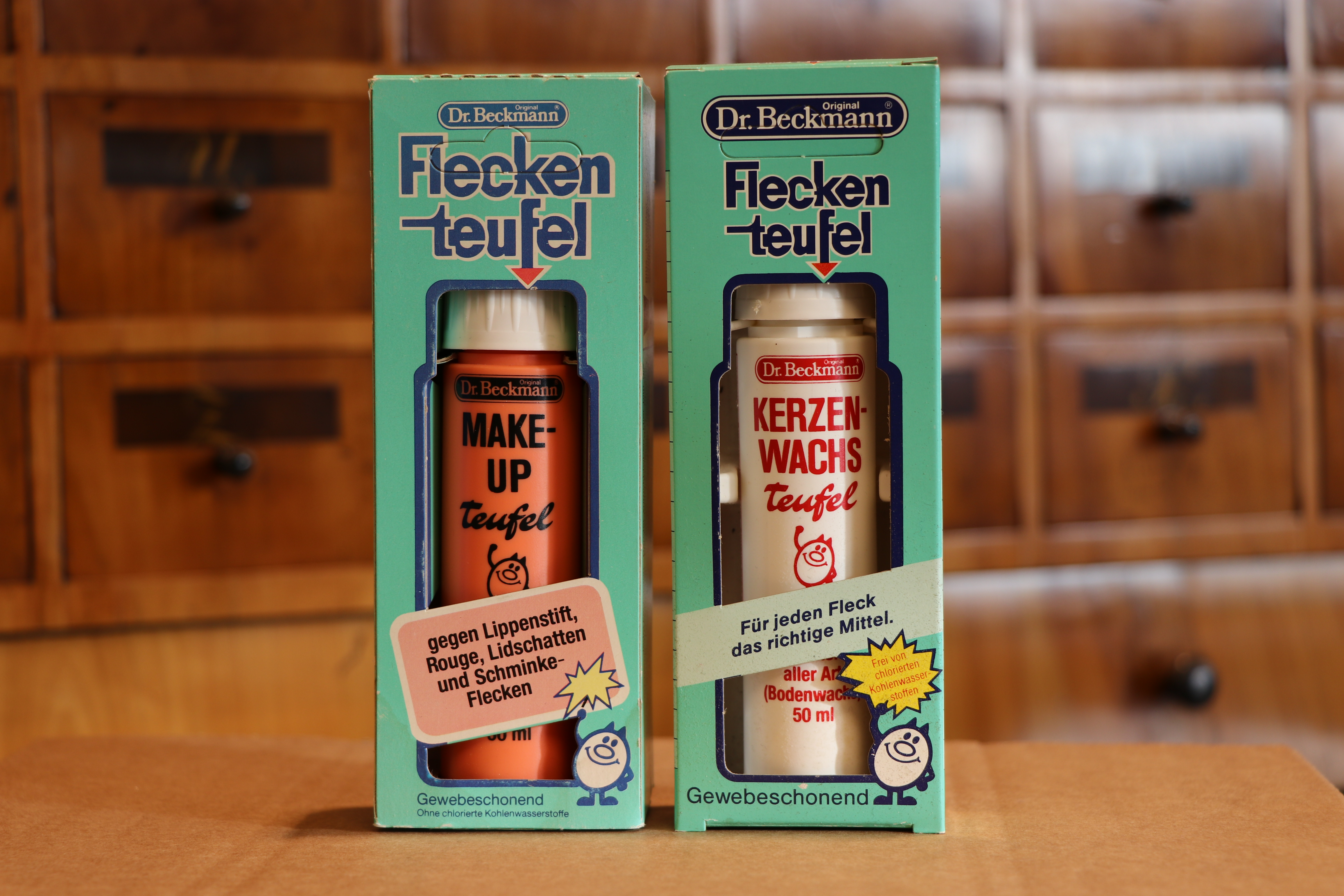
Dr. Beckmann Fleckenteufel aus den 70er Jahren (historische Aufnahme)

Die Delta Pronatura GmbH (Eigenschreibweise: delta pronatura) ist das Mutterunternehmen einer Unternehmensgruppe der Konsumgüterindustrie mit Hauptsitz in Egelsbach. Die Unternehmensgruppe wird von den Geschäftsführern Nils Beckmann, Marco Buschmeier, Michael Klingel und Jan Zimpelmann geleitet. Das Familienunternehmen arbeitet unter anderem in den Bereichen Wasch-, Pflege- und Reinigungsmittel und ist in Österreich, der Schweiz, Frankreich, Mexiko, den USA und der Volksrepublik China mit Tochtergesellschaften, und in Großbritannien und Polen mit Joint Ventures vertreten.
Die Unternehmensgruppe erwirtschaftete 2017 einen Umsatz von 165 Millionen Euro.

## Geschichte

### Ursprung und Entwicklung
Delta Pronatura hat ihren Ursprung in Schäfers Apotheke in Berlin mit der Produktion und dem Vertrieb des DDD Hautbalsams, die 1934 der Apotheker Gerhard Krauß mit dem dazugehörigen DDD-Laboratorium übernahm. Der Ehemann seiner ältesten Tochter, der promovierte Apotheker Klaus Beckmann, stieg 1942 in das Geschäft ein und leitete das Unternehmen an der Seite von Krauß. 1951 zog das Unternehmen ins Rhein-Main-Gebiet und der jüngste Sohn von Krauß, Theo Krauß, trat 1952 nach Beendigung seines Pharmaziestudiums ebenfalls in die Geschäftsleitung ein. 1974 folgte der Sohn von Beckmann, Heiner Beckmann, und 1992 trat Gerhard Krauß, der Sohn von Theo Krauß, dem Unternehmen bei. Ab 2001 führten sie gemeinsam das Unternehmen. Im selben Jahr wurde der Sitz nach Egelsbach verlegt. 2016 stieg Heiner Beckmanns Sohn Nils Beckmann in die Geschäftsführung ein.
1994 gründete Delta Pronatura ihre erste Tochtergesellschaft in den USA, die Delta Carbona L.P. Die Gründung weiterer Tochtergesellschaften und Joint Ventures folgte in den Jahren darauf. Zuletzt wurde 2016 die Delta Pronatura France S.A.S. in Bordeaux, Frankreich aufgebaut.
Im Januar 2024 übernahm ein Management Board aus vier Personen die Unternehmensleitung.

### Marken- und Sortimentsentwicklung

#### Eigene Marken
Mit dem Erwerb der Offenbacher Fleckenteufel stieg Delta Pronatura 1971 in den Wasch-, Pflege- und Reinigungsmittelmarkt ein.

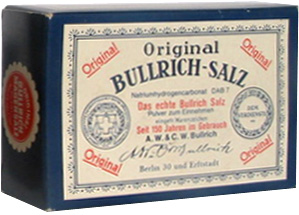
Original Bullrich-Salz (historische Aufnahme)

Seit 1982 verkauft Delta Pronatura Bullrich-Salz (Natriumhydrogencarbonat) gegen Sodbrennen. Das ab etwa 1850 durch den Apotheker Adolph Bullrich vermarktete Bullrich-Salz gehört zu den ältesten Marken Deutschlands.

#### Distributionsmarken
Neben hauseigenen Marken vertreibt Delta Pronatura seit 1973 in Lizenz eine US-amerikanische Lippenpflegemarke und seit 2011 ein Hautpflegeöl in Deutschland und Österreich. Darüber hinaus ist das Unternehmen mit den Distributionsmarken in der Haar-, Intimpflege und Selbstbräunung in Großbritannien und Frankreich vertreten. Auf dem deutschen Markt vertreibt das Unternehmen seit Ende Mai 2018 koreanische Kosmetika in Lizenz.

## Unternehmensstruktur
Delta Pronatura ist eine Kommanditgesellschaft mit Tochtergesellschaften, Beteiligungen und Joint Ventures:
- Delta Pronatura Handels GmbH, Wien, Österreich
- Delta Pronatura Schweiz AG, Basel, Schweiz
- Acdoco Ltd., Manchester, UK
- Delta Carbona L.P., Fairfield, USA
- Delta Pronatura France S.A.S., Bordeaux, Frankreich
- Delta Pronatura (Nanjing) Trading Co. Ltd., Nanjing, China
- Werner & Mertz Delta Polska Sp. z o.o., Warschau, Polen
- Delta Pronatura Mexiko S. De R.L. de C.V, Mexiko
- Jacobi Pharma-Service GmbH & Co. KG, Heppenheim, Deutschland[14]
- Springdawn Bolton Ltd., Bolton, England[15][16]

### Produktion
Produziert wird am Unternehmensstandort in Egelsbach, in Großbritannien bei Springdawn Bolton Ltd. und in Heppenheim bei Jacobi Pharma-Service GmbH & Co. KG.